# Stephan Elliott
Stephan Elliott  (Sydney, 27 de agosto de 1964) é um cineasta e roteirista australiano. Seu filme mais conhecido internacionalmente é The Adventures of Priscilla, Queen of the Desert (1994).

## Vida pessoal
Elliott se revelou gay durante sua apresentação no primeiro AACTA Awards em Sydney, em 31 de janeiro de 2012. Ele mantém um relacionamento com seu parceiro, Wil Bevolley, desde o final dos anos 1980. Eles tiveram uma cerimônia de parceria civil em Londres em 2008.

## Filmografia
- Frauds (1993)
- The Adventures of Priscilla, Queen of the Desert (1994)
- Welcome to Woop Woop (1997)
- Eye of the Beholder (1999)
- Easy Virtue (2008)
- A Few Best Men (2011)
- Rio, Eu Te Amo (2014) - segmento Eu Te Amo